# 蕭奉先
萧奉先（？—1122年），辽朝大臣，契丹人，天祚帝萧元妃之兄。
担任樞密使，封兰陵郡王。天庆四年（1114年）出河店之战，辽军被金朝军队击败。他怕弟弟萧嗣先获罪，请赦免败溃的军将。保大元年（1121年），他怕晋王耶律敖盧斡取代他的外甥秦王耶律定继位，诬陷耶律余睹计划拥立晋王。天祚帝西逃，他被手下抓住献给金军。途中被辽军救回，送交给天祚帝后处死。

## 延伸阅读
[在维基数据编辑]
 《遼史/卷102》，出自脱脱《遼史》